# Wischroda
Wischroda is een plaats en voormalige gemeente in de Duitse deelstaat Saksen-Anhalt, en maakt deel uit van de Landkreis Burgenlandkreis.

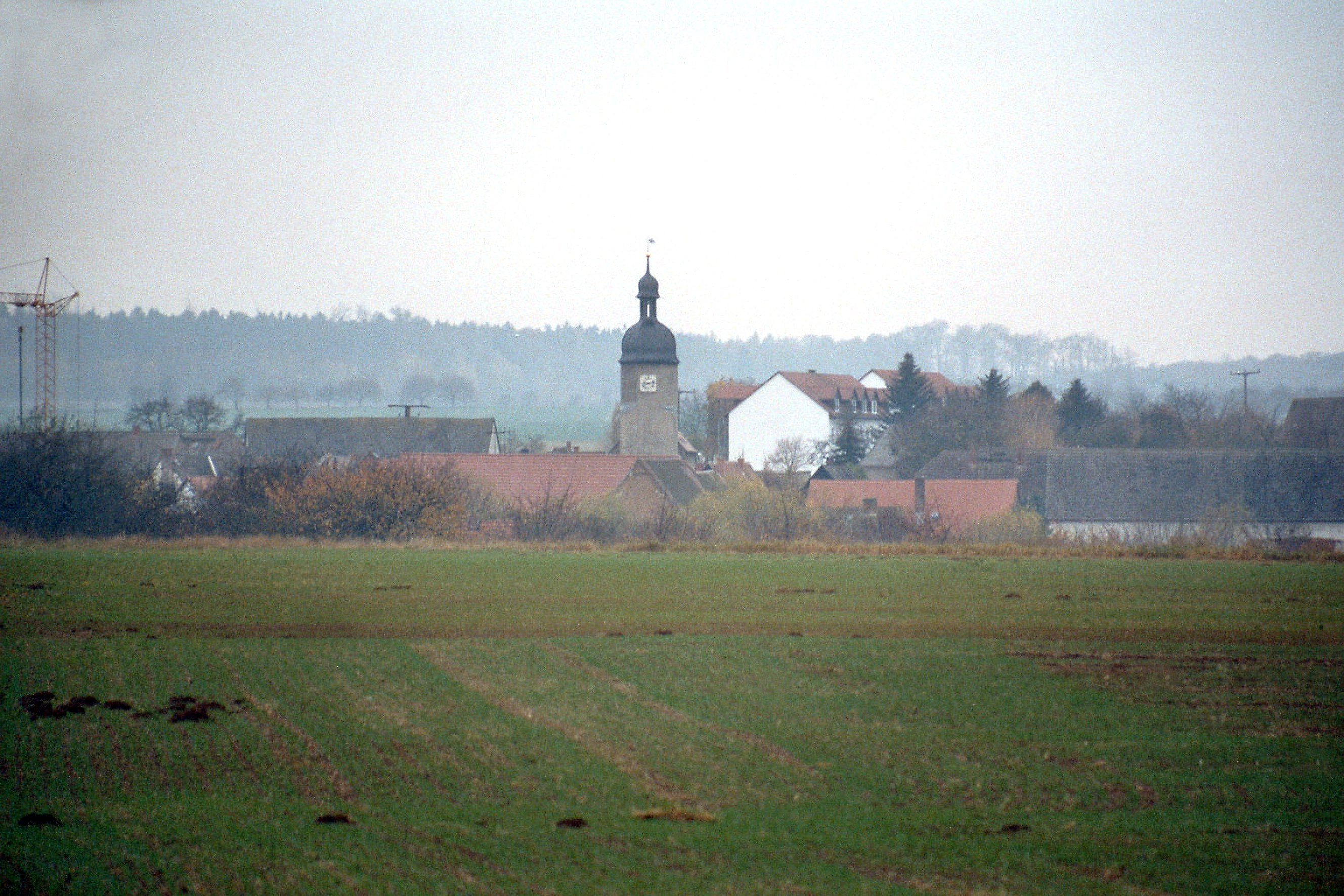
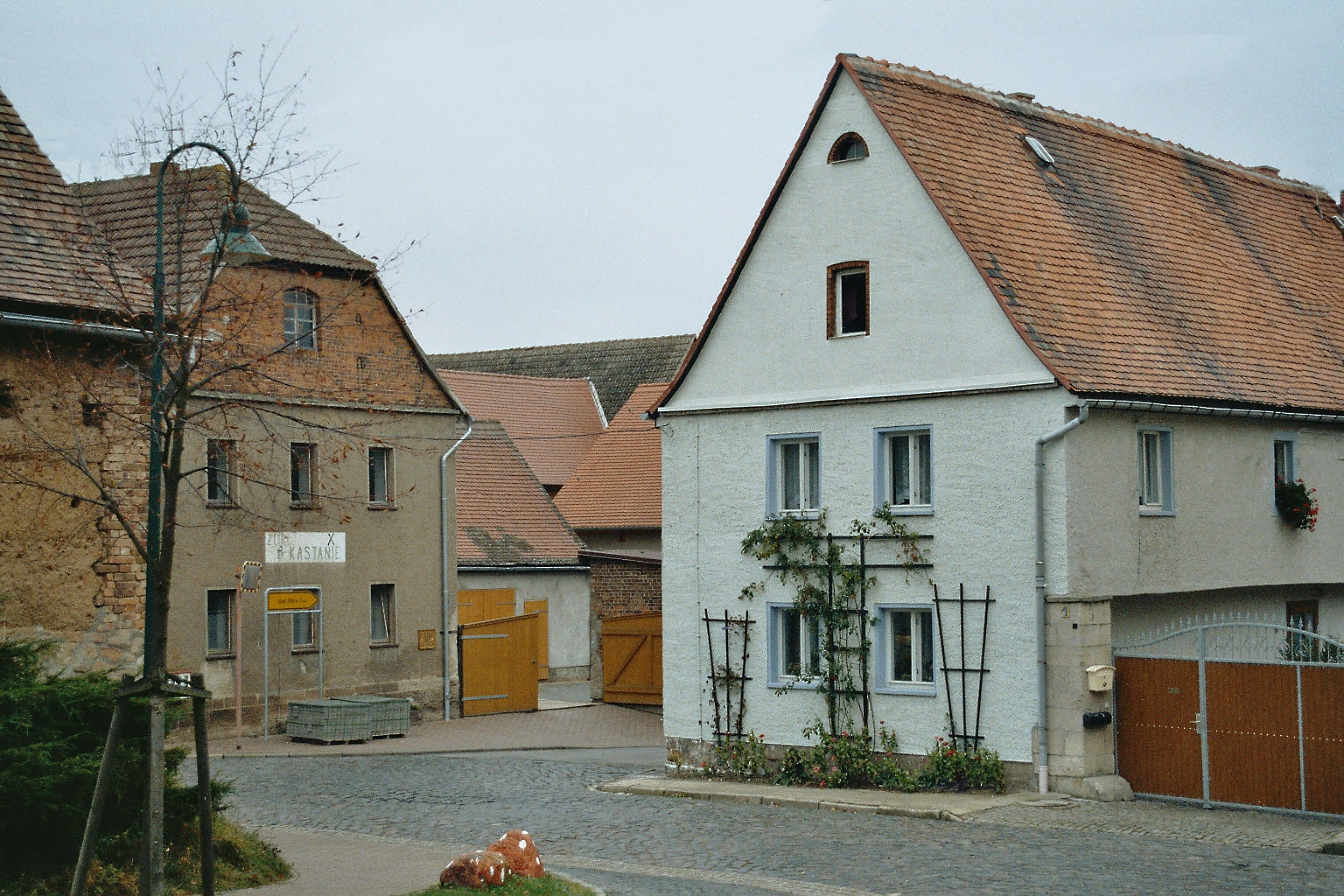

Wischroda telt 497 inwoners.